# Siphonethus enotatus
Siphonethus enotatus är en mångfotingart som beskrevs av Chamberlin 1920. Siphonethus enotatus ingår i släktet Siphonethus och familjen Siphonotidae. Inga underarter finns listade i Catalogue of Life.